# Goldsmith (Texas)
Goldsmith é uma cidade localizada no estado norte-americano do Texas, no Condado de Ector.

## Demografia
Segundo o censo norte-americano de 2000, a sua população era de 253 habitantes.
Em 2006, foi estimada uma população de 266, um aumento de 13 (5.1%).

## Geografia
De acordo com o United States Census Bureau tem uma área de
0,8 km², dos quais 0,8 km² cobertos por terra e 0,0 km² cobertos por água.

## Localidades na vizinhança
O diagrama seguinte representa as localidades num raio de 40 km ao redor de Goldsmith.